# Сьвйонтковізна
Сьвйонтковізна (пол. Świątkowizna) — село в Польщі, у гміні Фабянки Влоцлавського повіту Куявсько-Поморського воєводства.
Населення — 165 осіб (2011).
У 1975-1998 роках село належало до Влоцлавського воєводства.

## Демографія
Демографічна структура станом на 31 березня 2011 року:
|          | Загалом | Допрацездатний вік | Працездатний вік | Постпрацездатний вік |
| -------- | ------- | ------------------ | ---------------- | -------------------- |
| Чоловіки | 80      | 20                 | 53               | 7                    |
| Жінки    | 85      | 29                 | 41               | 15                   |
| Разом    | 165     | 49                 | 94               | 22                   |